# Walram Wijnand Adam van Schellaert-Obbendorf

Familiewapen
Schellaert van Obbendorf

Walram Wijnand Adam van Schellaert-Obbendorf heer van Schinnen 1709-1742, Leeuwen, Broich, Mouthagen en Reusschenberg (Schinnen, 16 november 1685 - Schinnen, 26 juni 1742) uit het Huis Schellaert was de zoon van Walraven Theodoor Schellaert van Obbendorf en Anna Maria van Eynatten van Obsinnich.
Op 3 juli 1708 ziet hij af van de door zijn oom Jan Theobald baron van Eynatten nagelaten goederen te Obsinnich voor de som van 9600 rijksdaalders ten gunste van graaf van Eynatten te Reinenbach. In 1712 verpandde hij het hof Stammen aan baron de Negri te Brunssum voor 2000 rijksdaalders als gevolg van een proces. Door het leenhof van Valkenburg werd hij gerechtelijk opgevorderd tot de verheffing der halve heerlijkheid Schinnen. Hij bewees echter het leen te hebben verheven in het jaar 1713.
Blijkens een akte van 24 mei 1723 leende hij van Ludovicus de Bodden en Franciscus de Kerckhoven, kanunniken van de Onze Lieve Vrouwenkerk te Aken, als voogden van de minderjarige kinderen van wijlen Henricus de Bodden en Agnes Eleonora de Kerckhoven, een bedrag van 1800 patagons, daarenboven nog van de kanunnik de Kerckhoven in het bijzonder 1700 pattacons tegen 5% tot aflossing van andere kapitalen. Hiervoor werden het huis en de heerlijkheid Schinnen verpand. 

Bij akte van l september 1724 liet hij door de schepenen van Schinnen de aankoop van de heerlijkheid Schinnen op 10 januari 1660 door (zijn grootvader) Adam Frans van Schellaert bekrachtigen.
Bij testament van 16 september 1740 stelde hij zijn nicht Marie Ernestine van Schellaert van Reulsdorp tot erfgename van het vruchtgebruik van de heerlijkheid en al zijn roerende en onroerende goederen. Hij had slechts een bepaling: Na haar overlijden zouden deze goederen toekomen aan de oudste zoon van wijlen Johan Wilhelm Joseph Bernard Schellaert van Obbendorf graaf van Schellardt, heer te Geysteren. Verder schonk hij haar de helft van de heerlijkheid Leeuwen bij Roermond.
 Verder wilde hij dat zijn stoffelijk overschot bijgezet moest worden in de grafkelder van zijn voorouders in de Sint-Dionysiuskerk te Schinnen zonder praal of aardsch vertoon, dat 600 missen zouden worden gelezen en dat het brood van een malder rogge, op den dag der begrafenis, aan de armen zoude worden uitgedeeld.
Walram Winand Adam de Schellardt overleed te Schinnen ongehuwd op 26 juni 1742.
Uit een relatie met Mariae Annae Brabeck werd geboren:
- Karel Lodewijk Brabeck (Schinnen, 10 mei 1723 - Meerlo, 21 juni 1787) bastaard van Schellaert. Zijn studie volgde hij bij pastoor Willem Deumens te Bingel-raede. In het jaar 1751 werd hij schoolmeester te Meerlo. Bij testament van 16 september 1740 schonk zijn vader hem een jaarlijkse lijfrente van 50 kronen.